# میا کارلسون
میا کارلسون (انگلیسی: Mia Carlsson؛ زادهٔ ۱۲ مارس ۱۹۹۰) بازیکن فوتبال اهل سوئد است.
وی همچنین در تیم‌های ملی فوتبال زنان سوئد بازی کرده‌است.